# Pierre Bayle (ceramista)
Pierre Bayle (3 de juny del 1945, Aigues-Vives (Aude)- 18 de març del 2004, Besiers), va ser un ceramista i terrisser francès. Una estela li ret homenatge al cementiri de Malhac, .

## Biografia
Pierre Bayle va estudiar al col·legi d'Educació Tècnica de Castelnaudary i va obtenir un CAP com a "creador de models a partir de plànols, especialitzat en faiença" el 1962. Alhora, treballava en un petit obrador ceràmic a Castelnaudary, on s'inicià com a obrer-tornejador de faiença el 1962. Tornejava sobretot testos per a plantes. Posteriorment marxà a París, on va treballar fins al 1969 abans de tornar a Llenguadoc, a Menèrva.
El 1970, Bayle es va instal·lar al Menerbès, primer a Menèrva, on va residir i treballar durant quatre anys, i després definitivament a Mailhac el 1974, on va construir-se el seu propi forn amb maons reutilitzats del forn d'un flequer local. Allà comença la seva investigació sobre la terra sigillata, una tècnica de decoració de la ceràmica romana molt present a l'antiga Narbonesa, que fa prescindible haver de polir per aconseguir una aspecte brillant, quasi com de vernís. Utilitzava una terra blanca, procedint com si apliqués una engalba sobre l'argila, fumant-la al final de la cuita. Així obtenia unes peces d'aspecte molt llis i setinat, negres o de colors clars amb matisos roses i grocs.
Després d'instal·lar-se a Menèrva, comença per produir un conjunt d'objectes en sèrie; continua la seva exploració de formes i perfecciona la tècnica de la sigillata. 
Va convertir-se en un dels ceramistes més representatius de França en esdeveniments internacionals. També ha estat exposat a França, concretament al museu nacional de Ceràmica de Sèvres i a Carcassona, on se li va dedicar una gran exposició durant l'hivern de 1996-1997.

### Filmografia
- Jean-Pierre Janssen, Les Quatre Éléments, coproduction ministère de la Culture - Antenne 2, 1985
- Vincent Calvet, Pierre Bayle, artisan céramiste, Fondation Bettencourt-Gedeon Programmes, 2002 {{format ref}} http://vincentcalvet.com/Pierre_Bayle.html

## Nota
1. ↑  Joan Paulet va ser el primer a establir el seu taller en una casa d'un forner a Saint-Guilhem-le-Désert a Hérault, adaptant el forn de pa per a la ceràmica.